# Nanna Stenersen
Nanna Stenersen, född 26 januari 1914 i Oslo, död 22 juni 1977 på samma ort, var en norsk skådespelare.
Stenersen debuterade 1933 på Carl Johan Teatret och var senare knuten bland annat till Centralteatret och Oslo Nye Teater. Med glans spelade hon i revyer, komedier och operetter; hon var Polly i Bertolt Brechts Tolvskillingsoperan, spelade titelrollen i Hervés Nitouche och uppträdde i alla Finn Bøs sommarspel. Hon visade sig också som en klok människokännare i allvarligare roller, men är bäst ihågkommen för sin insats inom norsk film, från debuten mot Hauk Aabel i Jeppe på bjerget (1933) via den sofistikerade läkarfrun i Den farlige leken (1942) till den bombastiska kammarjungfrun i Fjols til fjells (1957).

## Filmografi (urval)
- 1933 – 5 raske piger
- 1933 – Jeppe på bjerget
- 1935 – Week-end
- 1938 – Styrman Karlssons flammor
- 1941 – Hansen og Hansen
- 1942 – Den farlige leken
- 1951 – Vad vore livet utan dig
- 1953 – Ung frue forsvunnet
- 1954 – Kasserer Jensen
- 1954 – Portrettet
- 1957 – Fjols til fjells
- 1958 – Bustenskjold
- 1959 – 5 loddrett
- 1960 – Millionær for en aften